# Sebastian Rick
Sebastian Rick (* 30. September 1983 in Großenhain) ist ein deutscher Historiker und Kommunalpolitiker.

## Leben
Sebastian Rick wuchs in Gröden (Landkreis Elbe-Elster) auf. Nach Besuch der Grundschule Gröden und des Elsterschloss-Gymnasiums Elsterwerda legte er im Jahr 2003 sein Abitur ab. Anschließend absolvierte er zwischen 2003 und 2009 ein Studium der Fächer Neuerer und Neueste Geschichte, Wirtschafts- und Sozialgeschichte und Soziologie an der Technischen Universität Dresden, das er mit dem akademischen Grad eines Magister Artium abschloss. Von 2010 bis 2013 war Rick Graduiertenstipendiat der Konrad-Adenauer-Stiftung. Er promovierte bei Klaus-Dietmar Henke mit dem Thema „Die Landkreise Liebenwerda und Schweinitz in der Sowjetischen Besatzungszone 1945–1949“. Seit 2013 arbeitet Rick im Konsistorium der Evangelischen Kirche Berlin-Brandenburg-schlesische Oberlausitz im Referat Friedhöfe. Er wurde am 1. Juli 2020 zum Leiter des Kreiskirchenamtes in Herzberg ernannt.
Rick engagiert sich kommunalpolitisch im südbrandenburgischen Landkreis Elbe-Elster. Er wurde 2003 zum Gemeindevertreter in Gröden und 2008 zum Kreistagsabgeordneten gewählt. Er trat 2003 in die CDU ein und wurde ein Jahr später zum jüngsten CDU-Ortsvorsitzenden im Land Brandenburg gewählt. Rick war von 2007 bis 2015 Vorsitzender der Sportjugend Elbe-Elster. Er übt seit 2013 das Amt des Vorsitzenden des Gemeindekirchenrates in Gröden aus. In dieser Eigenschaft fand er erste Spuren zu den gestohlenen spätgotischen Grödener Heiligenfiguren, die 1960 aus der Grödener St.-Martins-Kirche entwendet wurden.
Am 26. Mai 2019 wurde Rick zum ehrenamtlichen Bürgermeister der Gemeinde Gröden gewählt.

## Schriften
- Sebastian Rick (Hg.): Gröden 1378–2008. Festschrift zum 630-jährigen Jubiläum. Großenhain 2008.
- Sebastian Rick: Die Kollektivierung der Landwirtschaft im Schradenland. Großenhain 2010.
- Sebastian Rick: Die Kollektivierung der Landwirtschaft in Merzdorf. In: Heimatkalender. Heimatkundliches Jahrbuch für den Altkreis Bad Liebenwerda, das Mückenberger Ländchen, Ortrand am Schraden, Falkenberg und Uebigau 2008/2009. Großenhain 2010, S. 80–93.
- Sebastian Rick: Die Landkreise Liebenwerda und Schweinitz in der SBZ 1945–1949. Dresden 2013, Dissertation.
- Sebastian Rick: Die Enteignung der Braunkohlen- und Brikett – Industrie AG (Bubiag) in Mückenberg 1945. In: Heimatkalender. Heimatkundliches Jahrbuch für den Altkreis Bad Liebenwerda, das Mückenberger Ländchen, Ortrand am Schraden, Falkenberg und Uebigau 2012/2013. Bad Liebenwerda 2013, S. 101–110.
- Sebastian Rick: Die Entwicklung der SED-Diktatur auf dem Lande. Die Landkreise Liebenwerda und Schweinitz in der SBZ 1945–1949. Göttingen 2015.
- Sebastian Rick: Diktaturdurchsetzung auf dem flachen Lande am Beispiel der Landkreise Liebenwerda und Schweinitz 1945 bis 1949. In: Mike Schmeitzner, Clemens Vollnhals, Francesca Weil (Hg.): Von Stalingrad zur SBZ. Sachsen 1943 bis 1949 (= Schriften des Hannah-Arendt-Instituts für Totalitarismusforschung, Band 60). Göttingen 2016, S. 259–276.